# Roman Bezoes
Roman Anatolijovytsj Bezoes (Oekraïens: Роман Анатолійович Безус; Krementsjoek, 26 september 1990) is een Oekraïens voetballer die doorgaans speelt als aanvaller. In juli 2025 verliet hij Omonia Nicosia. Bezoes maakte in 2011 zijn debuut in het Oekraïens voetbalelftal.

## Clubcarrière
Bezoes begon zijn carrière bij Kremin Krementsjoek in zijn geboorteplaats. Bij die club speelde hij ook tot 2008, met als uitzondering een kort uitstapje naar Molod Poltava. Nadat hij vertrokken was bij Kremin ging hij alsnog spelen in Poltava, bij Vorskla Poltava. Bij die club werd hij talent van het jaar in 2012 en in de winterstop van het jaar 2013 vertrok de aanvaller naar Dynamo Kiev en twee jaar daarna werd Dnipro zijn nieuwe werkgever. In de zomer van 2016 trok de Oekraïense aanvaller naar het Belgische Sint-Truiden.
Deze club verliet Bezoes in januari 2019 voor competitiegenoot AA Gent, waar hij zijn handtekening zette onder een verbintenis voor drieënhalf jaar. Enkele dagen later debuteerde hij er met een invalbeurt in een uitwedstrijd tegen KV Kortrijk, die met 1–2 gewonnen werd. Nog eens drie dagen later benutte Bezoes de beslissende strafschop in de halve finales van de Beker van België tegen KV Oostende, waarmee Gent zich plaatste voor de finale. Medio 2022 liet hij Gent transfervrij achter zich. Hierop tekende hij transfervrij voor Omonia Nicosia.

## Clubstatistieken
| Seizoen | Club            | Competitie      | Competitie | Competitie | Beker | Beker | Internationaal | Internationaal | Totaal | Totaal |
| Seizoen | Club            | Competitie      | Wed.       | Dlp.       | Wed.  | Dlp.  | Wed.           | Dlp.           | Wed.   | Dlp.   |
| ------- | --------------- | --------------- | ---------- | ---------- | ----- | ----- | -------------- | -------------- | ------ | ------ |
| 2008/09 | Vorskla Poltava | Premjer Liha    | 1          | 0          | 0     | 0     | —              | —              | 1      | 0      |
| 2009/10 | Vorskla Poltava | Premjer Liha    | 20         | 3          | 1     | 0     | 2              | 0              | 23     | 3      |
| 2010/11 | Vorskla Poltava | Premjer Liha    | 26         | 5          | 2     | 1     | —              | —              | 28     | 6      |
| 2011/12 | Vorskla Poltava | Premjer Liha    | 28         | 6          | 1     | 0     | 11             | 2              | 40     | 8      |
| 2012/13 | Vorskla Poltava | Premjer Liha    | 16         | 6          | 1     | 1     | —              | —              | 17     | 7      |
| 2012/13 | Dynamo Kiev     | Premjer Liha    | 9          | 1          | 0     | 0     | 2              | 0              | 11     | 1      |
| 2013/14 | Dynamo Kiev     | Premjer Liha    | 15         | 2          | 2     | 0     | 7              | 1              | 24     | 3      |
| 2014/15 | Dynamo Kiev     | Premjer Liha    | 9          | 1          | 3     | 0     | 0              | 0              | 12     | 1      |
| 2014/15 | Dnipro          | Premjer Liha    | 11         | 1          | 2     | 1     | 8              | 0              | 21     | 2      |
| 2015/16 | Dnipro          | Premjer Liha    | 20         | 4          | 5     | 0     | 4              | 0              | 29     | 4      |
| 2016/17 | Sint-Truiden    | Eerste klasse A | 20         | 1          | 2     | 1     | —              | —              | 22     | 2      |
| 2017/18 | Sint-Truiden    | Eerste klasse A | 27         | 6          | 2     | 0     | —              | —              | 29     | 6      |
| 2018/19 | Sint-Truiden    | Eerste klasse A | 16         | 3          | 3     | 1     | —              | —              | 19     | 4      |
| 2018/19 | AA Gent         | Eerste klasse A | 15         | 0          | 2     | 1     | —              | —              | 17     | 1      |
| 2019/20 | AA Gent         | Eerste klasse A | 21         | 7          | 2     | 0     | 6              | 0              | 29     | 7      |
| 2020/21 | AA Gent         | Eerste klasse A | 28         | 6          | 3     | 1     | 6              | 0              | 37     | 7      |
| 2021/22 | AA Gent         | Eerste klasse A | 26         | 3          | 1     | 0     | 9              | 0              | 36     | 3      |
| 2022/23 | Omonia Nicosia  | A Divizion      | 26         | 3          | 5     | 1     | 6              | 0              | 37     | 4      |
| 2023/24 | Omonia Nicosia  | A Divizion      | 30         | 7          | 4     | 1     | 4              | 6              | 38     | 14     |
| 2024/25 | Omonia Nicosia  | A Divizion      | 12         | 0          | 4     | 1     | 0              | 0              | 16     | 1      |
| Totaal  | Totaal          | Totaal          | 376        | 65         | 45    | 10    | 65             | 9              | 486    | 84     |

Bijgewerkt op 22 juli 2025.

## Interlandcarrière
Bezoes maakte zijn debuut in het Oekraïens voetbalelftal op 11 november 2011, toen met 3–3 gelijkgespeeld werd tegen Duitsland. Door doelpunten van Andrij Jarmolenko en Jevhen Konopljanka kwam Oekraïne op voorsprong, maar daarna scoorde Toni Kroos tegen. Serhij Nazarenko vergrootte de voorsprong weer naar twee doelpunten, maar de Duitsers wisten gelijk te spelen door treffers van Simon Rolfes en Thomas Müller. Bezoes mocht van bondscoach Oleh Blochin in de basis beginnen en zes minuten voor rust kwam Nazarenko voor hem het veld in. Zijn eerste interlanddoelpunt viel op 7 juni 2013, toen in een kwalificatiewedstrijd voor het WK 2014 met 0–4 gewonnen werd van Montenegro. Na doelpunten van Denys Harmasj, Konopljanka en Artem Fedetskyi besliste Bezoes in de blessuretijd de wedstrijd met het vierde Oekraïense doelpunt.
| Interlands van Roman Bezoes voor Oekraïne | Interlands van Roman Bezoes voor Oekraïne | Interlands van Roman Bezoes voor Oekraïne | Interlands van Roman Bezoes voor Oekraïne | Interlands van Roman Bezoes voor Oekraïne | Interlands van Roman Bezoes voor Oekraïne | Interlands van Roman Bezoes voor Oekraïne |
| №                                         | Datum                                     | Wedstrijd                                 | Uitslag                                   | Competitie                                | Goals                                     |                                           |
| Als speler bij Vorskla Poltava            | Als speler bij Vorskla Poltava            | Als speler bij Vorskla Poltava            | Als speler bij Vorskla Poltava            | Als speler bij Vorskla Poltava            | Als speler bij Vorskla Poltava            | Als speler bij Vorskla Poltava            |
| ----------------------------------------- | ----------------------------------------- | ----------------------------------------- | ----------------------------------------- | ----------------------------------------- | ----------------------------------------- | ----------------------------------------- |
| 1                                         | 11 november 2011                          | Oekraïne – Duitsland                      | 3 – 3                                     | Vriendschappelijk                         |                                           |                                           |
| 2                                         | 15 augustus 2012                          | Oekraïne – Tsjechië                       | 0 – 0                                     | Vriendschappelijk                         |                                           |                                           |
| 3                                         | 14 november 2012                          | Bulgarije – Oekraïne                      | 0 – 1                                     | Vriendschappelijk                         |                                           |                                           |
| Als speler bij Dynamo Kiev                |                                           |                                           |                                           |                                           |                                           |                                           |
| 4                                         | 6 februari 2013                           | Noorwegen – Oekraïne                      | 0 – 2                                     | Vriendschappelijk                         |                                           |                                           |
| 5                                         | 22 maart 2013                             | Hongarije – Litouwen                      | 4 – 0                                     | WK 2014 kwalificatie                      |                                           |                                           |
| 6                                         | 26 maart 2013                             | Oekraïne – Moldavië                       | 2 – 1                                     | WK 2014 kwalificatie                      |                                           |                                           |
| 7                                         | 7 juni 2013                               | Montenegro – Oekraïne                     | 0 – 4                                     | WK 2014 kwalificatie                      | 90+3'                                     |                                           |
| 8                                         | 6 september 2013                          | Oekraïne – San Marino                     | 9 – 0                                     | WK 2014 kwalificatie                      | 63'                                       |                                           |
| 9                                         | 10 september 2013                         | Oekraïne – Engeland                       | 0 – 0                                     | WK 2014 kwalificatie                      |                                           |                                           |
| 10                                        | 11 oktober 2013                           | Oekraïne – Polen                          | 1 – 0                                     | WK 2014 kwalificatie                      |                                           |                                           |
| 11                                        | 15 oktober 2013                           | San Marino – Oekraïne                     | 0 – 8                                     | WK 2014 kwalificatie                      | 66'                                       |                                           |
| 12                                        | 15 november 2013                          | Oekraïne – Frankrijk                      | 0 – 2                                     | WK 2014 kwalificatie                      |                                           |                                           |
| 13                                        | 19 november 2013                          | Frankrijk – Oekraïne                      | 3 – 0                                     | WK 2014 kwalificatie                      |                                           |                                           |
| 14                                        | 5 maart 2014                              | Oekraïne – Verenigde Staten               | 2 – 0                                     | Vriendschappelijk                         |                                           |                                           |
| 15                                        | 22 mei 2014                               | Oekraïne – Niger                          | 2 – 1                                     | Vriendschappelijk                         |                                           |                                           |
| 16                                        | 3 september 2014                          | Oekraïne – Moldavië                       | 1 – 0                                     | Vriendschappelijk                         | 63'                                       |                                           |
| 17                                        | 8 september 2014                          | Oekraïne – Slowakije                      | 0 – 1                                     | EK 2016 kwalificatie                      |                                           |                                           |
| 18                                        | 18 november 2014                          | Oekraïne – Litouwen                       | 0 – 0                                     | Vriendschappelijk                         |                                           |                                           |
| Als speler bij Dnipro                     |                                           |                                           |                                           |                                           |                                           |                                           |
| 19                                        | 31 maart 2015                             | Oekraïne – Letland                        | 1 – 1                                     | Vriendschappelijk                         |                                           |                                           |
| Als speler bij AA Gent                    |                                           |                                           |                                           |                                           |                                           |                                           |
| 20                                        | 25 maart 2019                             | Luxemburg – Oekraïne                      | 1 – 2                                     | EK 2020 kwalificatie                      |                                           |                                           |
| 21                                        | 7 september 2019                          | Litouwen – Oekraïne                       | 0 – 3                                     | EK 2020 kwalificatie                      |                                           |                                           |
| 22                                        | 14 november 2019                          | Oekraïne – Estland                        | 1 – 0                                     | Vriendschappelijk                         | 90+2'                                     |                                           |
| 23                                        | 7 oktober 2020                            | Frankrijk – Oekraïne                      | 7 – 1                                     | Vriendschappelijk                         |                                           |                                           |
| 24                                        | 29 juni 2021                              | Zweden – Oekraïne                         | 1 – 2 n.v.                                | EK 2020                                   |                                           |                                           |

Bijgewerkt op 22 juli 2025.

## Erelijst
| Beker van België | 1 | 2021/22 |